# Locomotiva FS RD.142
Le locomotive RD.142 sono due locomotive Diesel appartenute alle Ferrovie dello Stato (FS) che hanno prestato servizio sulla linea a scartamento ridotto (950 mm) Castelvetrano-Porto Empedocle fino alla sua chiusura; in seguito alla chiusura all'esercizio della linea furono vendute a due società operanti nella costruzione e manutenzione di linee ferroviarie.

## Storia
Alla fine degli anni settanta del XX secolo le Ferrovie dello Stato presero la decisione di sostituire le, ormai vetuste locomotive a vapore R.302, la cui manutenzione era sempre più dispendiosa, per la trazione dei treni merci sulla linea Castelvetrano–Porto Empedocle, ultima sopravvissuta della vasta rete a scartamento ridotto della Sicilia.

La locomotiva RD.142.2001 in manovra alla stazione di Sciacca, nel luglio 1985.
In coda al convoglio, di cui la locomotiva RD.142.2001 è titolare, è presente un carro a scartamento normale, caricato su un carro speciale Prnz 68.100, per un trasferimento.

Nell'ottobre 1978 venne fatta, da parte delle Ferrovie dello Stato, l'ordinazione alla FIPEM di Reggello per la costruzione di due locomotive diesel da realizzare in stretta economia utilizzando parti già in possesso dei magazzini scorte FS quali il motore Breda ID 36 a otto cilindri a "V" e i cambi Voith L24U delle locomotive 235, i carrelli di ricambio delle automotrici RALn 60 ed altri componenti accessori. 
Le due locomotive diesel Rd 142 2001-2002 vennero costruite nel corso del 1981 e consegnate l'anno seguente ma presero servizio solo all'inizio del 1983 e furono di fatto gli ultimi rotabili costruiti per la rete a scartamento ridotto della Sicilia. 
La linea ferroviaria Castelvetrano–Porto Empedocle era già stata limitata a Ribera quando queste macchine presero servizio, e il loro raggio di azione ordinario si limitava in genere a Sciacca stazione limite del tratto privo di gallerie che, a causa della loro sagoma limite ridotta, non permettevano il transito dei carri a scartamento normale posti sui carri speciali Prnz 68.100 a scartamento ridotto. 
L'ultimo servizio fu svolto dalla RD 142.2002 con il treno merci 59971 Castelvetrano - Sciacca il 31 dicembre 1985, ultimo giorno di esercizio dell'ultima linea a scartamento ridotto esercitata dalle Ferrovie dello Stato.
Le locomotive dopo la chiusura della linea subirono alcuni anni di accantonamento a Castelvetrano, poi, tra il 1987 e il 1989, vennero vendute a due imprese private: la RD 142.2001 fu acquistata dall'impresa Zanolla s.r.l. e svolge il suo servizio presso la rete ARST della Sardegna; la RD 142.2002 dall'Impresa di Costruzioni ferroviarie Ventura di Paola che la rimarcò T 09 utilizzandola in molte linea a scartamento ridotto dell'Italia meridionale, compresa la Circumetnea. Entrambe le locomotive sono tuttora in servizio e presentano la classica, sgargiante livrea colore Giallo dei mezzi cantiere.

## Caratteristiche
Le due locomotive, a trasmissione idraulica e rodiggio Boì+Bo', lunghe 11 m e pesanti 36 t,  furono costruite dalla FIPEM di Reggello (Firenze) secondo uno schema affermato: cabina di guida paracentrale con doppi comandi e avancorpi asimmetrici nei quali trovano posto le apparecchiature meccaniche; nell’avancorpo maggiore trovano posto il motore, i gruppi meccanici, gli impianti ausiliari e di raffreddamento del termico mentre nell’avancorpo minore vi sono le apparecchiature elettrice. Tutti gli impianti sono accessibili tramite i portelloni che si aprono sui praticabili.
Nella costruzione delle due macchine si fece ampio ricorso a componenti comuni ad altri gruppi del parco delle Ferrovie dello Stato.
L'uso di componenti comuni venne previsto perché, essendo il gruppo di numero esiguo, ci sarebbero stati seri problemi di reperimento dei ricambi in caso di avarie. Il motore, Breda-Isotta Fraschini diesel a 8 cilindri e quattro tempi ad alimentazione naturale, con cilindrata di 30.864 cm³ tipo ID 36 N8V, della potenza di 294 kW ma tarato a 250 kW al regime di 1.610 giri al minuto è lo stesso delle locomotive a scartamento ordinario 235 delle FS, così come pure il cambio idrodinamico Voith tipo L 24U con trasmissione ad albero cardanico e giunto elastico interposto. Il tutto era completato da un riduttore/invertitore di marcia Hurt, con rapporto fisso di trasmissione 1:1,99 per una velocità di marcia di 35 km/h, abbastanza per effettuare il traino dei treni merci, la cui velocità massima consentita dalla linea era di 30 km/h nel rango A. I carrelli adottati furono quelli originali di scorta delle automotrici RALn 60.
Sebbene queste locomotive fossero meno potenti delle locomotive a vapore R 302, le caratteristiche della trasmissione ne hanno comunque consentito una migliore utilizzazione con buoni valori di forza di trazione anche a bassa velocità.
La colorazione venne realizzata secondo lo schema, a quel tempo unificato, verde con fasce gialle orizzontali, tetto colore alluminio, sottocassa nero e testate rosso.
Le locomotive hanno dato nel tempo prova di buona affidabilità, in virtù dello schema meccanico ben collaudato.

## Galleria d'immagini

La locomotiva RD 142.2001, nel 1981, in sosta al deposito locomotive di Castelvetrano.
La locomotiva RD 142.2001 in testa ad un treno merci, presso lo scalo merci della stazione di Menfi.
La locomotiva RD.142.2002 alla stazione di Selinunte, nel giorno dell'ultimo viaggio, il 31 dicembre 1985.

La locomotiva ex FS RD.142.2001, della impresa Zanolla srl, alla stazione ARST di Nuoro.
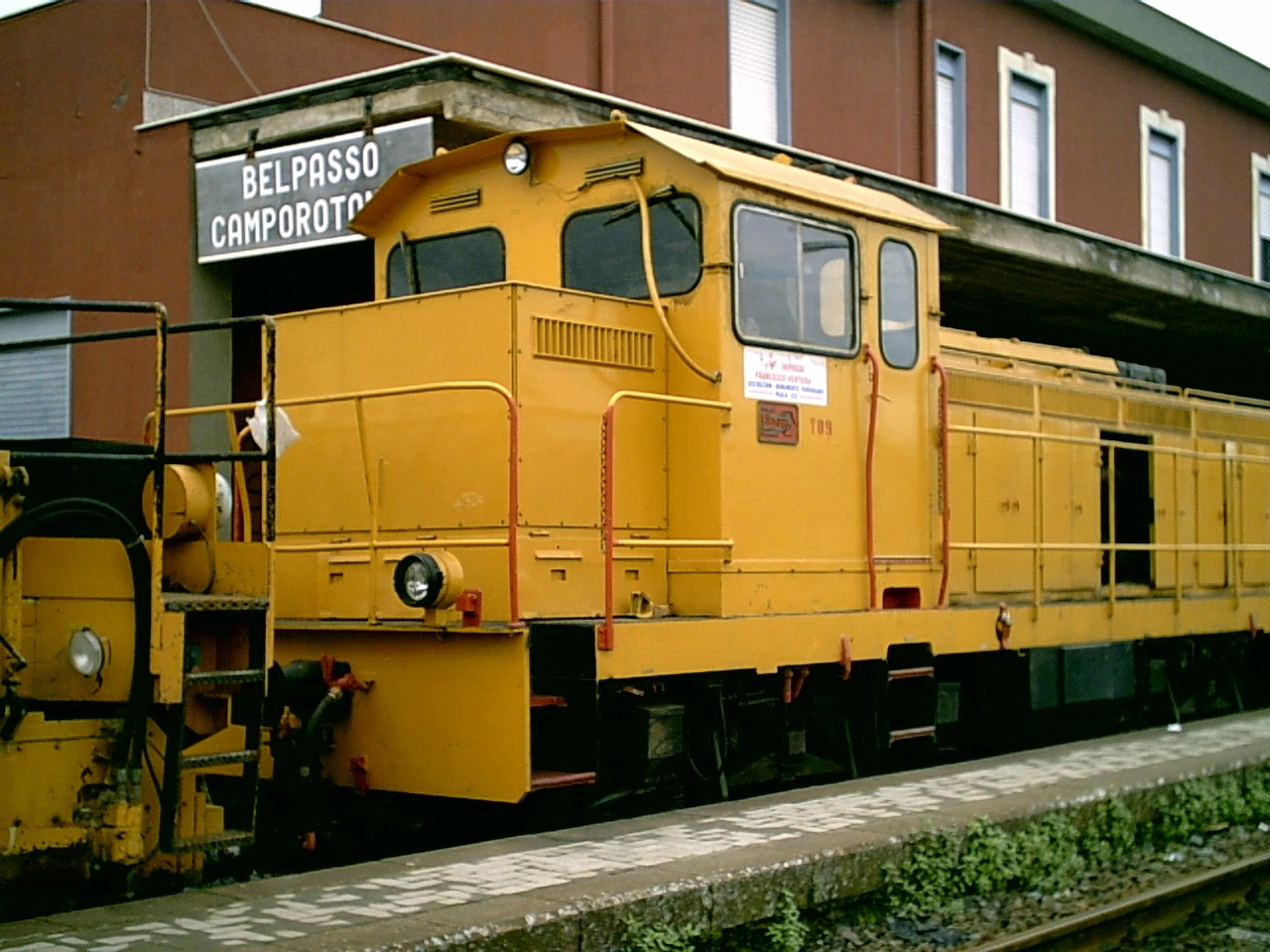
La locomotiva diesel ex FS RD.142.2002, dell'impresa costruzioni ferroviarie Ventura, alla stazione FCE di Belpasso-Piano Tavola
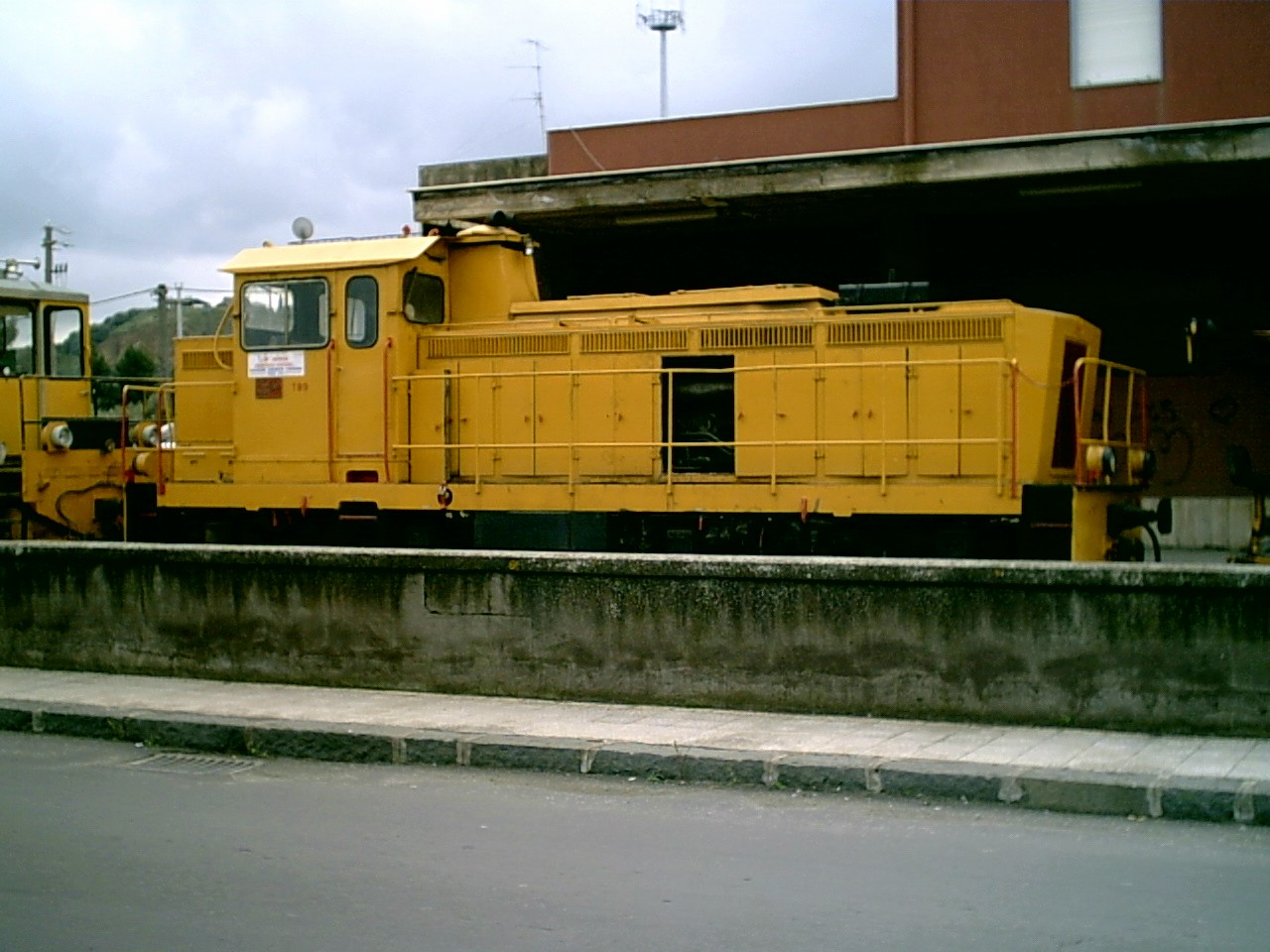
La locomotiva diesel ex FS RD.142.2002, dell'impresa costruzioni ferroviarie Ventura, alla stazione FCE di Belpasso-Piano Tavola.